# Захаров, Андре
Андре Захаров (брет. André Zacharow; 7 июля 1939, Жагуариаива, Парана — 10 сентября 2021, Куритиба) — бразильский экономист, юрист и политик, занимавший пост федерального депутата от штата Парана.

## Биография
Захаров родился в Жагуариаиве, штат Парана, сын Жулиу и Алтины Захаровых. Его отец был пастором и одним из основателей баптистской церкви в регионе Жагуариаива. Окончив Федеральный университет Параны (UFPR) по специальностям «Экономика» (1959—1962) и «Право» (1961—1964), позднее работал в том же учреждении в качестве преподавателя.
Он был председателем Евангелического благотворительного общества Куритибы (Seb), бывшим спонсором Евангелической университетской больницы Куритибы, Евангелического факультета Параны и Евангелического колледжа медсестёр.
На выборах в октябре 2002 года Захаров был избран федеральным депутатом от Демократической рабочей партии (ДРП). С 2003 по 2015 год он был членом Палаты депутатов, переизбираясь дважды подряд. Хотя первоначально он был избран от ДРП, но завершил свой срок в качестве члена Бразильского демократического движения. В силу украинского происхождения возглавлял в Национальном конгрессе парламентскую группу «Бразилия-Украина».
Захаров умер от COVID-19 в сентябре 2021 года во время пандемии COVID-19 в Бразилии.